# PSX (digitale videorecorder)
De PSX (ook bekend als PlayStation X) is een verbeterde versie van de PlayStation 2, die op 13 december 2003 in Japan werd uitgebracht. De term PSX was oorspronkelijk de werktitel van de eerste PlayStation (PlayStation eXperimental). Naast alle functies van de 'normale' PlayStation 2, heeft de PSX de mogelijkheid om tv-programma's op te nemen en op te slaan op de interne harde schijf. Muziek kan ook worden omgezet van een cd naar de harde schijf. Verzamelde gegevens kunnen worden gebrand van de PSX naar een normaal verkrijgbare cd-r, cd-rw, dvd-r of dvd-rw. Door de uiterst trage verkoop in Japan, werd het product in de Verenigde Staten en in Europa niet op de markt gebracht.
De van de PlayStation Portable (PSP) en PlayStation 3 (PS3) bekende XrossMediaBar wordt al bij de PSX geïmplementeerd.

## Modellen

### DESR-5000
- Harde schijf - 160 GB
- Releaseprijs: 79.800 ¥

### DESR-5100
- Harde schijf - 160 GB

### DESR-5100S
- Harde schijf - 160 GB

### DESR-5500
- Harde schijf - 160 GB

### DESR-5700
- Harde schijf - 160 GB

### DESR-7000
- Harde schijf - 250 GB
- Releaseprijs: 99.800 ¥

### DESR-7100
- Harde schijf- 250 GB

### DESR-7500
- Harde schijf - 250 GB

### DESR-7700
- Harde schijf - 250 GB
- CPU en GPU - 90 nm EE+GS
- Opnamemedia - dvd-r, dvd-rw
- Afspeelmedia - dvd-video, dvd-r, dvd-rw, audio-cd, cd-r (JPEG), Memory Stick, "PlayStation"-spellen, "PlayStation 2"-spellen, "PlayStation Portable"-spellen

#### Opnamecapaciteit

##### 4,7 GB dvd-r/w
- HQ - 1 uur
- HSP - 1-2 uren
- SP (standaard) - 2 uren
- LP - 3 uren
- EP - 4 uren
- SLP - 6 uren

##### Harde schijf
- HQ - 53 uren
- HSP - 81 uren
- SP (standaard) - 107 uren
- LP - 164 uren
- EP - 217 uren
- SLP - 325 uren

#### Netwerk
- Firmwarepatch
- PlayStation 2 Central Station

#### Aansluitingen
- 1× 75 ohmF antenne-ingang (VHF/UHF)
- 1× S-Video-ingang
- 1× S-Video-uitgang
- 1× Optical digital voice output (SPDIF)
- 1× Ethernet 100 base/TX
- 1× USB (ver. 1.1)
- 1× Memory Stick
- 2× Geheugenkaart
- 2× DualShock-controller

#### Overige
- Afmetingen: 312×88×323 mm
- Gewicht: 5,8 kg
- Vermogen: 80 watt